# Ferdinand Lassalle – Des Volkstribunen Glück und Ende
Ferdinand Lassalle – Des Volkstribunen Glück und Ende ist ein deutscher Stummfilm über das Leben des Ferdinand Lassalle.

## Handlung
Gezeigt werden seine Jugend in Leipzig und Breslau, sein Prozess und seine politische Karriere sowie sein Tod im Duell. 

## Hintergrund
Die literarische Vorlage lieferte der 1912 erschienene Roman Ferdinand Lassalle von Alfred Schirokauer. Produziert wurde er von der Meinert-Film Bürstein & Janak Berlin. Die Dreharbeiten fanden vom Mai bis Juli 1918 statt. 
Seine ursprüngliche Länge betrug sechs Akten auf 2.250 Metern, ca. 110 Minuten. Die Polizei Berlin belegte ihn im September 1918 mit einem Jugendverbot (Nr. 42223). Offensichtlich wurden umfangreiche Schnitte verlangt, so dass der Film am Ende eine Länge von zwar sieben Akten hatte, aber nur noch auf 1.907 Metern, ca. 93 Minuten.
Eine Presseaufführung fand am 13. Oktober 1918 im Tauentzien-Palast Berlin statt, die Uraufführung vor zahlendem Publikum dann am 25. Oktober 1918 in den Kammerlichtspielen Berlin. Die Reichsfilmzensur Berlin erneuerte das Jugendverbot (Nr. 5131) am 1. Februar 1922.

## Kritik
Egon Jacobsohn schreibt, „die [Presse]Vorführung selbst war gut gelungen“ und lobt vor allem Meinerts Regiearbeit sowie die Ausstattung. Man habe keine Stilverletzung, keine zeitliche Unmöglichkeit oder Regiefehler entdecken können. Auch Kaiser-Titzes Darstellung wird gelobt und er „im angenehmen Gegensatz zu vielen seiner Konkurrenten wirklich ein Schauspieler“ genannt.